# Мамця Картмана досі брудна шльондра
 «Мамця Картмана досі брудна шльондра» (англ. Cartman's Mom Is Still a Dirty Slut) — епізод 202 (№ 15) серіалу «South Park»; він є другою частиною двухсерійної історії, що включає також епізод 113 «Матуся Картмана - брудна повія» (це перша диологія в серіалі). Спочатку передбачалося, що цей епізод стане прем'єрою другого сезону, однак, так як день прем'єри випав на 1 квітня, то творці серіалу вирішили випустити як прем'єру не всіма очікуване продовження, а епізод-розіграш — історію про  Теренса і Філіпа «Не без мого анусу». Епізод-продовження вийшов на екрани тільки через три тижні, його прем'єра відбулася 22 квітня 1998 ріку.

## Сюжет
Кенні знову оживає, хоча в першій частині історії він загинув. У той момент, коли  Мефесто збирався проголосити ім'я батька Еріка Картмана, раптово вимикається світло, і кімната занурюється в темряву. Лунають два постріли. Коли світло знову включилось, всі виявляють Мефесто лежачим на підлозі з пораненнями. Голос за кадром ставить запитання: «Хто вбив Мефесто?», Пропонуючи варіанти — містер Мекі, міс Крабтрі, Шейла Брофловські (подібне перерахування варіантів в будь-яких ситуаціях стає повторюваним жартом в серії).
Шеф перевіряє пульс, виявляє, що Мефесто живий, і везе його на своїй машині в госпіталь. Діти супроводжують його. «Хто ж буде наступним?» — Запитує один з присутніх в кімнаті, і голос ставить запитання: «Хто ж буде убитий наступним?» (Варіанти —  Джимбо, офіцер Барбреді, Denver Broncos).
Увійшовши в госпіталь, вони зустрічають  доктора Доктора і безруку медсестру Гудлі; вони удвох — єдині медики, що залишилися в госпіталі. Тим часом в місто приїжджає знімальна група телешоу  Їх розшукує Америка  (англ. America's Most Wanted) на чолі з режисером  Сідом Грінфілд з метою зняти випуск телепередачі про загадку стрільби в Мефесто. Починаються спроби на ролі в реконструкції подій. Голос ставить запитання: «на чию роль Сід Грінфілд проведе проби першим?» (Варіанти — містер Гаррісон,  Барбреді,  Шеф). Поступово з'являються виконавці ролей Мефесто, Шефа, офіцера Барбреді, містера Гаррісона і Кевіна. Містер Гаррісон бере участь в пробах на роль самого себе, але режисер відкидає його кандидатуру, а на роль Кевіна був обраний вийшовший в тираж Ерік Робертс.
Мефесто нарешті підключений до апарату життєзабезпечення, але допомоги доктора очікує ще безліч пацієнтів. Сильна снігова буря за вікном позбавляє інших лікарів можливості приїхати в лікарню, тому Доктор з медсестрою Гудлі змушені допомагати всім.
Під час показу по телебаченню в  прямому ефірі реконструкції подій на електропроводи падає дерево, і живлення вимикається. Тому  Їх розшукує Америка  спішно починає трансляцію на «Хто підставив Кролика Роджера?» (Голос за кадром ставить це запитання і висуває варіанти — Джимбо, містер Гаррісон, Шеф). Таким чином, знімальна група і присутні на зйомках городяни залишаються ізольованими від світу в маленькому будиночку, засипаному снігом в розпал бурі. Вже через кілька хвилин Джимбо підіймає питання про канібалізм: адже всі присутні не їли вже кілька годин, а щоб вижити — потрібно харчуватися. Грінфілд обурено запитує: «Хто в біса зробив тебе босом?» (Голос повторює: «Хто, в біса зробив Джимбо тут босом? Чи був це Барбреді, Шеф або містер Гаррісон?»)
Тим часом в госпіталі стан Мефесто стабілізувався, і Доктор стверджує, що з ним все буде в порядку, якщо, звичайно не відключиться електрика. Після цих слів електрика відключається. Включається аварійний генератор. Потім Стен, Кенні, Кайл і Ерік допомагають Доктору проводити операцію з видалення апендикса, але відразу після надрізу Стена рве прямо в цей надріз. Відразу після цього знову починаються проблеми з подачею електрики. Ерік запитує: «Агов, хто дрочиться зі світлом?», І голос за кадром перепитує: "Хто дрочиться зі світлом? Це Барбреді, Джимбо або Denver Broncos? "(Картман: " Це починає мене діставати ".) Доктор розробляє план відновлення електроживлення від резервного генератора у дворі. Для цього всі повинні розбитися на дві команди: Команда А: Картман, Стен, Кайл, Шеф, Доктор, медсестра Гудлі: Команда Б: Кенні
Відповідно до розробленого плану  команда А  повинна піти до вітальні пити гаряче какао і дивитися сімейні телепрограми, в той час, як завдання  команди Б  — вийти на вулицю через каналізацію і запустити резервний електрогенератор, побоюючись нападу  велоцирапторів і керуючись порадами Доктора по рації.
Тим часом ізольовані городяни і телевізійники вирішують, що їм все ж таки попоїсти, і мають намір з'їсти Еріка Робертса, оскільки «всім насрать на Еріка Робертса». Через приблизно годину мешканці Саут-Парку під проводом Джимбо з'їдають і інших членів знімальної групи. Джимбо порівнює те, на що виявилися здатні вони під впливом стресу, з таємницею  пірамід — адже ніхто не знає, хто їх побудував. (Закадровий голос ставить чергове запитання: «Хто збудував піраміди?», Варіанти — Вавилоняни, Барбреді, самаритяни).
Коли Кенні добирається до генератора, Доктор згадує, що також існує безпечний опалювальний шлях. Кенні намагається запустити генератор, але виявляє, що поблизу немає нічого, чим можна було б замкнути дроти. Він приймає рішення замкнути дроти своїм тілом.
Під час всіх цих подій,  місіс Картман, вважаючи себе недостатньо відповідальною для материнства, вирушає в клініку і просить зробити їй аборт, не розуміючи, що аборт робити вже надто пізно. Дізнавшись, що її дитина на сороковому триместрі, а закон забороняє аборти після другого триместру, місіс Картман вирішує змінити закон. Для цього вона спить спершу з конгресменом, потім з губернатором, і, нарешті, навіть з президентом  Біллом Клінтоном. Коли ж, нарешті, аборти на сороковому триместрі легалізовані, місіс Картман розуміє, що переплутала поняття  аборт  (англ. a 'bor' tion) і  усиновлення  (англ. a 'dop' tion). Виявивши свою помилку, вона вирішує розповісти своєму синові всю правду.
Завдяки Кенні електроживлення в лікарні відновлено, і Мефесто приходить до тями. Почувши, що його підстрелили, Мефесто розповідає, що брат намагається застрелити його кожен місяць, і що це напевно був саме він. У цей час канібали вибираються з-під снігу, і вирішують жити з цими спогадами день за днем. Містер Гаррісон захопив з собою останки Еріка Робертса в собачому мішку, якщо хто «захоче ще шматочок».
Мефесто збирає всіх у своїй палаті і, нарешті, називає ім'я батька Еріка Картмана. Це  місіс Картман. Мефесто пояснює, що місіс Картман —  гермафродит. Вона запліднила іншу жінку, яка народила Еріка. Ліенн підтверджує це. Ерік запитує — якщо Ліенн насправді його батько, то хто ж тоді його мати? Голос за кадром починає перераховувати варіанти: міс Крабтрі, Шейла Брофловські,  мер, і Картман, стомлений нескінченними запитаннями, кричить: «О, тільки не це!».

## Смерть Кенні
- На початку епізоду Кенні воскресає після смерті в попередньому епізоді диології, просто матеріалізуючись з повітря.
- Кенні повинен відновити електропостачання госпіталю «Путівка в Пекло», щоб врятувати життя Мефесто. Тому, не маючи іншого способу відновити контакт, він мужньо бере обидва дроти в руки, в результаті чого електроживлення відновлюється, а Кенні гине. Хоча в епізоді не показують, що він помер саме від електрошоку, на наступний день його замерзле тіло знаходять в снігу. Стен, Кайл і Картман, після декількох фраз поваги на адресу Кенні, вирішують стукнути його, щоб перевірити: розіб'ється тіло на осколки чи ні. Щури, які зазвичай тягнуть і з'їдають тіло Кенні, показані замерзлими біля нього. Це — перший епізод, в якому Кенні гине, здійснюючи по своїй волі акт альтруїзму.
- Коронна фраза про смерть Кенні пародіюється на початку епізоду; після пострілу в Мефесто сам Кенні вимовляє "О боже! Вони вбили Мефесто! ", А Кайл додає: " Покидьки! "

## Реакція
Епізод отримав надзвичайно високі рейтинги; досягти такого ж успіху шоу вдалося тільки в 11 сезоні, з виходом трилогії «Уявляндія» і серії «Guitar Queer-o».

## Персонажі
У цьому епізоді вперше з'являється доктор Гауч (а також його лікарня «Путівка в пекло»).

## Пародії
- У цьому епізоді ми чуємо пісню «Come Sail Away» групи  Styx у виконанні  Картмана. «Спокійне», не прискорене виконання цієї пісні Еріком увійшло на диск  Chef Aid: The South Park Album .
- Канібалізм жителів міста і пісня, яка грає в кінці епізоду, під час їх звільнення зі снігового полону — «Ave Maria» у виконанні  Aaron Neville[en] — прямі посилання на фільм Живі: Чудо Анд.
- Запуск генератора і поява велоцирапторів — відсилання до фільму  «Парк Юрського періоду».
- Режисер телешоу «Розшукуються в Америці» проводить кастинг на ролі учасників подій, що розгорталися навколо доктора Мефесто. Серед бажаючих отримати роль містера Гаррісона був і сам містер Гаррісон. Але режисер вибрав іншого претендента. Можливо, це відсилання до випадку, що стався з Чарлі Чапліном — одного разу він інкогніто брав участь в конкурсі двійників Бродяги в театрі Сан-Франциско (тобто самого себе) і не зміг навіть пройти у фінал.

## Факти
- Сцена, в якій ув'язнені тягнуть соломинки з метою вибрати першу жертву, повторює вирізану сцену з фільму Паркера і Стоуна "Канібал! Мюзикл ", яку можна завантажити на офіційному сайті фільму[1].